# Kaffaglasögonfågel
Kaffaglasögonfågel (Zosterops kaffensis) är en fågelart i familjen glasögonfåglar inom ordningen tättingar.

## Utbredning och systematik
Kaffaglasögonfågeln delas in i två underarter med följande utbredning: 
- Zosterops kaffensis kaffensis – förekommer i västra och sydvästra Etiopien
- Zosterops kaffensis kulalensis – förekommer på Mt. Kulal i Kenya

Tidigare inkluderades den i Zosterops poliogastrus, men urkiljs sedan 2024 som egen art av IOC. Birdlife International och IUCN urskiljer även kulalensis som egen art, "kulalglasögonfågel".

## Status
IUCN bedömer hotstatus för kaffensis och kulalensis var för sig, kaffensis som livskraftig och kulalensis som nära hotad.